# East City Giants 2024
Questa voce raccoglie le informazioni riguardanti gli East City Giants nelle competizioni ufficiali della stagione 2024.

## I-divisioona 2024

### Stagione regolare
| Pirkkala 8 giugno 2024, ore 16:00 1ª giornata | Pirkkala Spartans | 8 – 24 (0-12 8-12 0-0 0-0) referto | East City Giants | Pirkkalan keskuskenttä |

| Helsinki 16 giugno 2024, ore 14:00 2ª giornata | East City Giants | 34 – 55 (7-7 0-20 14-7 13-21) referto | Tampere Saints | Myllypuro nurmi 1 |

| Helsinki 30 giugno 2024, ore 14:00 3ª giornata | East City Giants | 43 – 3 (14-0 13-0 6-3 7-0) referto | Oulu Northern Lights | Myllypuro nurmi 1 |

| Helsinki 7 luglio 2024, ore 14:00 4ª giornata | East City Giants | 28 – 34 (14-0 14-0 0-7 0-27) referto | Pirkkala Spartans | Myllypuro nurmi 1 |

| Tampere 20 luglio 2024, ore 16:30 5ª giornata | Tampere Saints | 41 – 29 (7-8 14-14 0-0 20-7) referto | East City Giants | Pyynikin urheilukenttä |

| Oulu 27 luglio 2024, ore 15:00 6ª giornata | Oulu Northern Lights | 9 – 45 (0-14 7-14 2-14 0-3) referto | East City Giants | Castrenin urheilukeskus |

### Playoff
| Helsinki 4 agosto 2024, ore 17:00 Semifinale | East City Giants | 61 – 20 (13-7 19-7 22-0 7-6) referto | Pirkkala Spartans | Myllypuro nurmi 1 |

| Tampere 10 agosto 2024, ore 16:30 Spagettimalja | Tampere Saints | 22 – 25 (7-0 3-16 0-9 12-0) referto | East City Giants | Pyynikin urheilukenttä |
| Chaves Jiménez 6':33" Q1 ( TD ) 20yd run Laine Q1 ( pat ) Laine 9':49" Q2 ( FG ) 23yd Chaves Jiménez 11':21" Q4 ( TD ) 2yd run Chaves Jiménez 6':18" Q4 ( TD ) 4yd pass run Marcatori Hautala 6':50" Q2 ( FG ) 28yd Moilanen 4':40" Q2 ( TD ) 5yd blocked punt return Hautala Q2 ( pat ) Blomqvist 1':32" Q2 ( TD ) 5yd pass run Miettunen 5':17" Q3 ( TD ) 14yd pass pass from Netter Hautala 1':40" Q3 ( FG ) 32yd |                | |                  |                        |
| |                | |                  |                        |
| Chaves Jiménez 6':33" Q1 (TD) 20yd run Laine Q1 (pat) Laine 9':49" Q2 (FG) 23yd Chaves Jiménez 11':21" Q4 (TD) 2yd run Chaves Jiménez 6':18" Q4 (TD) 4yd pass run | Marcatori      | Hautala 6':50" Q2 (FG) 28yd Moilanen 4':40" Q2 (TD) 5yd blocked punt return Hautala Q2 (pat) Blomqvist 1':32" Q2 (TD) 5yd pass run Miettunen 5':17" Q3 (TD) 14yd pass pass from Netter Hautala 1':40" Q3 (FG) 32yd |                  |                        |

## Statistiche di squadra
| Competizione      | %Vittorie | In casa | In casa | In casa | In casa | In casa | In casa | In trasferta | In trasferta | In trasferta | In trasferta | In trasferta | In trasferta | Totale | Totale | Totale | Totale | Totale | Totale |
| Competizione      | %Vittorie | G       | V       | N       | P       | Pf      | Ps      | G            | V            | N            | P            | Pf           | Ps           | G      | V      | N      | P      | Pf     | Ps     |
| ----------------- | --------- | ------- | ------- | ------- | ------- | ------- | ------- | ------------ | ------------ | ------------ | ------------ | ------------ | ------------ | ------ | ------ | ------ | ------ | ------ | ------ |
| Stagione regolare | .500      | 3       | 1       | 0       | 2       | 105     | 92      | 3            | 2            | 0            | 1            | 98           | 58           | 6      | 3      | 0      | 3      | 203    | 150    |
| Playoff           | 1.000     | 1       | 1       | 0       | 0       | 61      | 20      | 1            | 1            | 0            | 0            | 25           | 22           | 2      | 2      | 0      | 0      | 86     | 42     |
| Totale            | .625      | 4       | 2       | 0       | 2       | 166     | 112     | 4            | 3            | 0            | 1            | 123          | 80           | 8      | 5      | 0      | 3      | 289    | 192    |

## Statistiche personali

### Marcatori
| Giocatore   | Ruolo | TD rush | TD recv | TD int | TD p.ret | TD k.ret | TD oth | Xp1  | Xp2 | FG  | Saf | Totale |
| ----------- | ----- | ------- | ------- | ------ | -------- | -------- | ------ | ---- | --- | --- | --- | ------ |
| Blomqvist   |       | 1+1     | 4+2     | 0      | 0        | 0        | 0      | 0    | 1   | 0   | 0   | 50     |
| Hömppi      |       | 0       | 6+1     | 0      | 0        | 0        | 0      | 0    | 0   | 0   | 0   | 42     |
| Miettunen   |       | 0       | 2+4     | 0      | 0        | 0        | 0      | 0    | 0   | 0   | 0   | 36     |
| Kivisaari   |       | 0       | 5       | 0      | 0        | 0        | 0      | 0    | 1   | 0   | 0   | 32     |
| Hautala     |       | 0       | 0       | 0      | 0        | 0        | 0      | 16+6 | 0   | 1+2 | 0   | 31     |
| Norta       |       | 0       | 3+1     | 0      | 0        | 0        | 0      | 0    | 0   | 0   | 0   | 24     |
| Bibani      |       | 0       | 1       | 0      | 0        | 0        | 0      | 0    | 1   | 0   | 0   | 8      |
| Moilanen    |       | 0       | 0       | 0      | 0        | 0        | 0+1    | 0    | 1   | 0   | 0   | 8      |
| Ahonen      |       | 0       | 1       | 0      | 0        | 0        | 0      | 0    | 0   | 0   | 0   | 6      |
| Amani Swedi |       | 0       | 1       | 0      | 0        | 0        | 0      | 0    | 0   | 0   | 0   | 6      |
| Halonen     |       | 0       | 0       | 1      | 0        | 0        | 0      | 0    | 0   | 0   | 0   | 6      |
| Koponen     |       | 0       | 1       | 0      | 0        | 0        | 0      | 0    | 0   | 0   | 0   | 6      |
| Lindroos    |       | 0       | 1       | 0      | 0        | 0        | 0      | 0    | 0   | 0   | 0   | 6      |
| Luiro       |       | 0       | 1       | 0      | 0        | 0        | 0      | 0    | 0   | 0   | 0   | 6      |
| Netter      |       | 1       | 0       | 0      | 0        | 0        | 0      | 0    | 0   | 0   | 0   | 6      |
| Repo        |       | 0       | 0       | 0      | 0        | 0        | 0+1    | 0    | 0   | 0   | 0   | 6      |
| Salonen     |       | 0       | 0       | 0      | 0        | 0        | 0+1    | 0    | 0   | 0   | 0   | 6      |
| Vainio      |       | 0       | 1       | 0      | 0        | 0        | 0      | 0    | 0   | 0   | 0   | 6      |
| Team        |       | 0       | 0       | 0      | 0        | 0        | 0      | 0    | 0   | 0   | 1   | 2      |

### Passer rating
| Giocatore | G   | Att    | Comp   | Int | Yds      | TD   | NFL   | NCAA   |
| --------- | --- | ------ | ------ | --- | -------- | ---- | ----- | ------ |
| Netter    | 6+2 | 301+68 | 147+36 | 8+3 | 1895+565 | 25+7 | 87,68 | 128,25 |
| Vahla     | 3+1 | 19+7   | 8+4    | 2+1 | 114+25   | 1+0  | 36,06 | 80,68  |
| Hautala   | 1   | 1      | 0      | 0   | 0        | 0    |       |        |